# Сырковицы
Сы́рковицы — деревня в Большеврудском сельском поселении Волосовского района Ленинградской области.

## История
На карте Ингерманландии А. И. Бергенгейма, составленной по шведским материалам 1676 года, она обозначена как деревня Sirkowitsby.
На шведской «Генеральной карте провинции Ингерманландии» 1704 года — как деревня Sirkovitz.
Как деревня Сырковицы упоминается на карте Ингерманландии А. Ростовцева 1727 года.
Согласно карте Санкт-Петербургской губернии Ф. Ф. Шуберта 1834 года деревня называлась Сирковицы и состояла из 70 дворов.

СЫРКОВИЦЫ — мыза принадлежит дочери действительного статского советника Сахарова наследникам, число жителей по ревизии: 2 м. п., 1 ж. п.
 
СЫРКОВИЦЫ — деревня принадлежит дочери действительного статского советника Сахарова наследникам, число жителей по ревизии: 207 м. п., 211 ж. п. (1838 год)

Обозначена на карте профессора С. С. Куторги 1852 года как деревня Сирковицы, состоящая из 70 крестьянских дворов.

СЫРКОВИЦЫ — деревня тайного советника, сенатора Веймарна, 10 вёрст почтовой, а остальное по просёлочной дороге, число дворов — 8, число душ — 11 м. п. 

СЫРКОВИЦЫ — деревня ротмистра Сахарова, 10 вёрст почтовой, а остальное по просёлочной дороге, число дворов — 75, число душ — 188 м. п.
(1856 год)

СЫРКОВИЦЫ — мыза владельческая при колодце, по правую сторону 2-й Самерской дороги, число дворов — 2, число жителей: 5 м. п.;

СЫРКОВИЦЫ — деревня владельческая при колодце, по 2-й Самерской дороге, число дворов — 8, число жителей: 16 м. п., 14 ж. п.; Часовня.

СЫРКОВИЦЫ — деревня владельческая при колодце, по 2-й Самерской дороге, число дворов — 70, число жителей: 224 м. п., 261 ж. п. (1862 год)

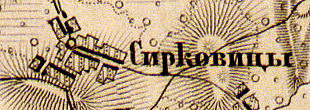
Деревня Сырковицы на карте 1863 года

Согласно карте из «Исторического атласа Санкт-Петербургской Губернии» 1863 года деревня называлась Сирковицы.
В 1868 году временнообязанные крестьяне деревни выкупили свои земельные наделы у А. Ф. Веймарна и стали собственниками земли.
Сборник Центрального статистического комитета описывал её так:

НОВЫЕ-СЫРКОВИЦЫ — деревня бывшая владельческая, дворов — 60, жителей — 273; Часовня, лавка. (1885 год)

Согласно материалам по статистике народного хозяйства Ямбургского уезда 1887 года имение при селении Сырковицы площадью 15 десятин принадлежало лифляндскому уроженцу Ф. Корецу, имение было приобретено в 1880 году за 600 рублей.
По данным Первой переписи населения Российской империи 1897 года, в Сырковицком сельском обществе числились деревни:
- Сырковицы Старые — 13 дворов, 40 душ, православная деревянная часовня Святого Николая Чудотворца
- Сырковицы Новые — 55 дворов, 132 души и 7 душ без надела

А также в Яблоницком сельском обществе: Сырковицы — 8 дворов, 10 душ.
В 1900 году, согласно «Памятной книжке Санкт-Петербургской губернии», участок от мызы Сырковицы площадью 685 десятин принадлежал гессен-дармштадтскому подданному Эдуарду Наполеоновичу Пельтцеру.
В 1904 году на хуторах близ деревни проживали 126 эстонских переселенцев.
В конце XIX — начале XX века Сырковицы административно относились к Яблоницкой волости 1-го стана Ямбургского уезда Санкт-Петербургской губернии.
По данным «Памятной книжки Санкт-Петербургской губернии» за 1905 год часть земель мызы Сырковицы площадью 685 десятин принадлежала коллежскому секретарю Максимильяну Эдуардовичу Пельтцеру.
В 1917 году деревня Сырковицы входила в состав Яблоницкой волости Ямбургского уезда.
С 1917 по 1927 год деревня Сырковицы входила в состав Сырковицкого сельсовета Молосковицкой волости Кингисеппского уезда.
Согласно данным переписи населения СССР 1926 года в деревне Сырковицы проживали 367 человек, все русские, за исключением одной эстонской семьи.
С 1927 года в составе Молосковицкого района.
С 1928 года, в составе Курского сельсовета.

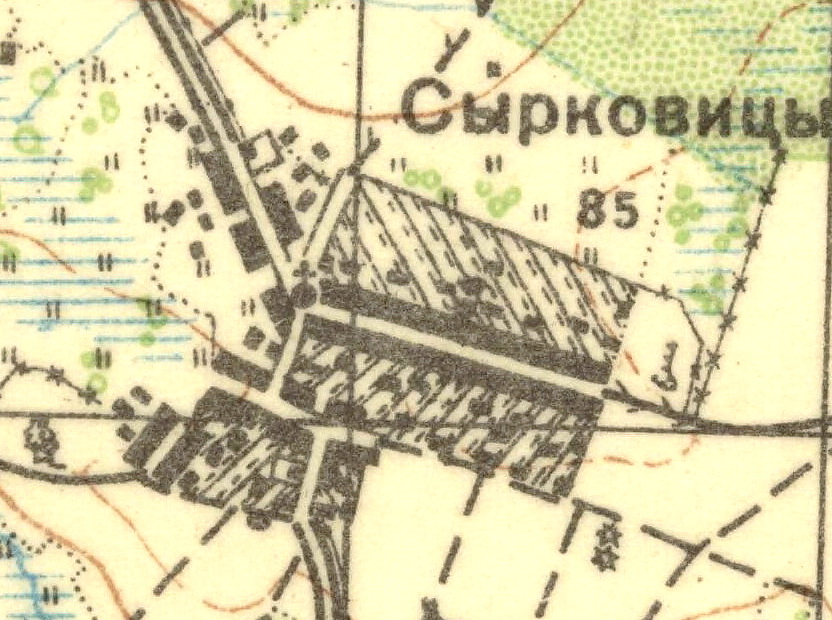
План деревни Сырковицы. 1930 год

Согласно топографической карте 1930 года деревня насчитывала 85 дворов, в центре деревни находилась часовня.
С 1931 года в составе Волосовского района.
По данным 1933 года деревня Сырковицы входила в состав Курского сельсовета Волосовского района.
Деревня была освобождена от немецко-фашистских оккупантов 30 января 1944 года.
С 1963 года в составе Кингисеппского района.
С 1965 года вновь в составе Волосовского района. В 1965 году население деревни Сырковицы составляло 199 человек.
По данным 1966 года деревня Сырковицы также находилась в составе Курского сельсовета.
По данным 1973 и 1990 годов деревня Сырковицы находилась в составе Остроговицкого сельсовета Волосовского района.
В 1997 году в деревне Сырковицы проживал 81 человек, деревня относилась к Остроговицкой волости, в 2002 году — 116 человек (русские — 92 %).
В 2007 году в деревне проживал 81 человек, в 2010 году — 87, в 2013 году — 78 человек.
В мае 2019 года деревня вошла в состав Большеврудского сельского поселения.

## География
Деревня расположена в западной части района на автодороге 41А-187 (Пружицы — Красный Луч) в месте примыкания к ней автодороги 41К-046 (Большая Вруда — Сырковицы).
Расстояние до административного центра поселения — 2 км.
Расстояние до ближайшей железнодорожной станции Молосковицы — 8 км.

## Демография
| 1838 | 1862 | 1885 | 1997 | 2002 | 2007 | 2010 |
| ---- | ---- | ---- | ---- | ---- | ---- | ---- |
| 421  | ↗522 | ↘273 | ↘81  | ↗116 | ↘81  | ↗87  |
| 2013 | 2014 | 2017 |      |      |      |      |
| ↘78  | →78  | ↘72  |      |      |      |      |

### Национальный состав
Согласно данным Всероссийской переписи населения 2021 года в деревне проживали 89 человек, из них:
 русские — 85, таджики — 4 человека.

## Достопримечательности
- Древнерусский каменный крест на курганной группе близ дороги на Курск, найденный в 1985 году. В настоящее время крест перенесён в Кингисепп, к Екатерининскому собору[38].
- Курганная группа «Сырковицы-1» в 0,8 км к югу от западной границы деревни, обследована в 1985 году. Сохранилось 16 насыпей высотой 0,4—1,2 м и длинной 5—8 м. Рядом с курганной группой находится братское захоронение расстрелянных в 1919 году 12 коммунистов[39].

## Фото

Автодорога 41К-187 у деревни Сырковицы

## Известные уроженцы
- Калитин, Николай Николаевич — (29.03.1884 — 21.08.1949) — российский советский ученый-физик, метеоролог, доктор физико-математических наук, профессор, основатель актинометрии в СССР, заслуженный деятель науки РСФСР (1948).

## Улицы
Неревицы.